# Jesper Bernt
Jesper Bernt (født 18. juni 1970) er en dansk forfatter, manuskriptforfatter og instruktør. 
Jesper Bernt debuterede som forfatter i 2007 med romanen Westend (s.m. Jeff Matthews). I 2008 udkom hans anden roman, Checkpoint Charlie. I 2024 udgav han sin tredje roman, spændingsromanen Dage af Støv. I 2025 udgav han romanen Afveje.
Jesper Bernt har skrevet og instrueret novellefilmen Sort Kaffe & Vinyl (57 min), der havde premiere på CPH PIX 2012, og i 2013 fik en Robert for ÅRETS LANGE FIKTION/ANIMATION.
Jesper Bernt var Creator og hovedforfatter på tv-serien Gidseltagningen II, der havde premiere i 2019 på Kanal 5 i Danmark, solgt til mere 80 lande.
Han var hovedforfatter på den internationale krimi tv-serie Mord uden grænser 2 (The Team II), der havde premiere i 2018 på DR1, solgt til en lang række lande.
Han har skrevet de tre første afsnit af miniserien Kodenavn: Storfyrstinden, der havde premiere på DR1 i 2024. Han var hovedforfatter på den satiriske serie H*A*S*H (24 afsnit af 10 min.), der i 2009 blev censureret af DR2, men i 2010 blev udsendt på nettet samt på DVD.
Jesper Bernt har taget den 1-årige MASTERCLASS på Manuskriplinien på Den Danske Filmskole. Tidligere er han uddannet cand.mag. i litteraturvidenskab og anvendt visuel kommunikation fra Syddansk Universitet i Odense i 1999. 
Jesper Bernt er født på Rigshospitalet, København. Vokset op i Jylland. Har boet i Odense. Bor i dag på Vesterbro. Har to børn.

## Filmografi
- Kodenavn: Storfyrstinden (2024)
- Gidseltagningen II  (2019)
- Mord Uden Grænser 2/The Team II  (2018)
- Sort Kaffe & Vinyl  (2012)
- H*A*S*H  (2010)

## Links
- Jesper Bernt på Internet Movie Database (engelsk)
- Jesper Bernt på Filmdatabasen